# Henry Hope

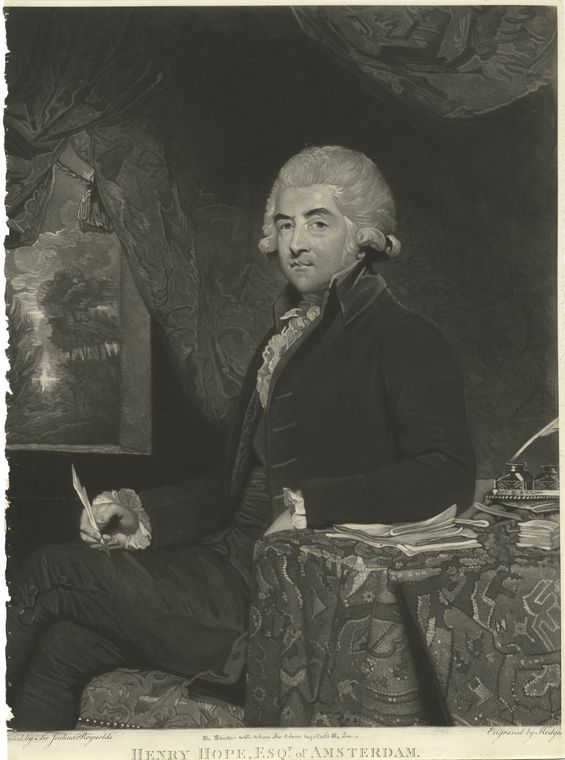
Charles Howard Hodges, portret van Henry Hope

Henry Hope (Braintree (Massachusetts), 1735 - Londen, 1811) was een Nederlands bankier. Hij staat te boek als een even groot genie als zijn oom Thomas Hope. Henry participeerde vanaf 1782 voor ongeveer een derde in de firma.

## Biografie
Henry Hope was zes jaar in de leer bij een bank in Londen. In 1762 trok hij naar zijn oom in Amsterdam en werd, tegelijk met zijn neef John, opgenomen in de firma onder de nieuwe naam Hope & Co. Weldra werd hij de belangrijkste persoon in het bedrijf. Zijn neef John stond voornamelijk bekend als verzamelaar van schilderijen, die samen met Joachim Rendorp investeerde in de porseleinfabriek van Joannes de Mol.
De eerste forse buitenlandse lening die Henry tot stand bracht was in 1767 aan Adolf Frederik van Zweden. In de volgende twintig jaar zou het land in totaal voor 15 miljoen gulden lenen. Voor Spanje organiseerde Hope in de jaren tachtig voor negen miljoen gulden staatsleningen. Ook voor Portugal en Beieren werd Hope & Co belangrijk. Hij beschikte over goede contacten in de Verenigde Staten, zoals met Benjamin Franklin, Thomas Jefferson en John Adams, eveneens afkomstig uit Braintree.  Adam Smith droeg de vierde druk van zijn Inquiry into the nature and cause of the wealth of nations (1786) op aan Henry.
Reeds in 1769 kocht Henry het Landhuis Welgelegen in de Haarlemmerhout, waar hij in 1786 het monumentale paviljoen liet optrekken in een Neo-klassieke stijl. Het ontwerp van de villa lijkt veel op het Hôtel de Salm in Parijs. Door het als eerste dragen van oranje na de inval van het Pruisische leger in september 1787 onder de hertog van Brunswijk waren de Hope's op de Beurs in oktober 1787 aanleiding tot een opstootje. 
Toen in het revolutiejaar 1789 sommige Amsterdamse kooplieden zich gereserveerd gedroegen ten opzichte van de grote graanbestellingen uit Parijs, wendde Frankrijk zich met succes tot de firma Hope. Henry Hope weigerde een patriottische bijdrage te betalen, maar ook de adellijke titel die Catharina II van Rusland hem voor zijn bewezen diensten aanbood. De aflossingen van de leningen aan Rusland bestonden onder meer uit ijzer, scheepstimmerhout, hennep en linnen. Henry verscheepte in 1794 via Hellevoetsluis 372 schilderijen naar Engeland - voor de komst van de Fransen - en stierf ongehuwd in 1811. De erfgenamen verkochten de aandelen aan de bank Baring. Pierre César Labouchère nam de zaken in Amsterdam waar.

## Bron
Buist, M.G. At spes non fracta: Hope & Co. 1770-1815. Merchant bankers and diplomats at work. (Den Haag 1974, Martinus Nijhoff).